# Association for the Study of African American Life and History
L'« Association for the Study of African American Life and History » (ASALH), né à Chicago, Illinois, le 9 septembre 1915 sous le nom  d'« Association for the Study of Negro Life and History » est une organisation sans but lucratif dont la mission officielle est de « promouvoir, rechercher, préserver, interpréter et diffuser des informations vers la communauté mondiale sur la vie des Noirs, leur histoire et leur culture »,. 

## Historique

### Création de l'association
Le 2 octobre de 1915, le docteur Carter G. Woodson, George Cleveland Hall (en), William B. Hartgrove, Alexander L. Jackson et James E. Stamps ont fondé et déposé les statuts de l'association  à Washington, D.C. sous le nom d'Association for the Study of Negro Life and History(ASNLH).  
Woodson (1875-1950), connu comme le "père de l'histoire des Noirs",  était le fils d'anciens esclaves et avait compris l'importance d'une bonne éducation pour s'assurer et tirer le meilleur parti de son droit divin à la liberté. En 1912, Woodson est devenu le deuxième Afro-Américain à obtenir un doctorat à l'université de Harvard.

## Activités
Sous la direction de  Woodson, l'association a créé des centres de recherches et de publication pour les chercheurs noirs. Les publications du The Journal of Negro History The Journal of African American History (en) en 1916, et le Negro History Bulletin en 1937, ont été aussi le fruit du travail de l'association.
L'ASALH a créé la Semaine de l'histoire des Noirs en 1926. Woodson a choisi de faire coïncider cette semaine avec les anniversaires de Frederick Douglass et d'Abraham Lincoln. Chaque année, Woodson a établi un thème national pour la célébration. Depuis 1976, l'ASALH a prolongé la célébration pour tout le mois de février.

### Conventions
Les conventions annuelles de l'ASALH  ont lieu à l'automne (généralement en septembre ou octobre).
L'ASALH a organisé sa première convention en 1917. À l'époque, la convention était une biennale.  Selon Jannette Hoston: 

« Lors de la première convention, Woodson a exposé les objectifs de l'organisation tels qu'il les voyait. Les principales responsabilités de l'organisation seraient la publication d'un magazine historique, la recherche sur les réalisations de la communauté noire, la direction d'un programme d'études à domicile ainsi que la rédaction et la publication de livres et de monographies. Charles Harris Wesley, l'un des premiers promoteurs de l'organisation, n'était pas satisfait de la première convention parce qu'il y avait plus de spécialistes de la race et d'éducateurs que d'historiens, ce qui était en contradiction avec la vision de l'ASALH en tant que société de recherche historique. »

Lors de ses conventions, l'ASALH organise des sessions plénières et des ateliers, facilite des présentations savantes sélectionnées dans le cadre de l'"appel à contributions", parraine une visite guidée de l'histoire des Noirs dans des lieux célèbres de la ville, et organise une journée de la jeunesse pour les lycéens de la région. L'ASALH est à son 105th convention.
Actuellement basée  à Washington, D.C. l' ASNLH fut renommée « Association for the Study of African American Life and History » en 1972.
De nombreuses organisations sont nées dans le sein de conventions ASALH. C'est le cas de l'Association des femmes noires historiennes, Association of Black Women Historians (en) qu'a commence son travail lors de la convention ASALH de 1977 à Washington D.C, mais qu'a été formellement fondé en 1979 par trois femmes, Rosalyn Terbong-Penn, Eleanor Smith et Elizabeth Parker.